# Autofrei

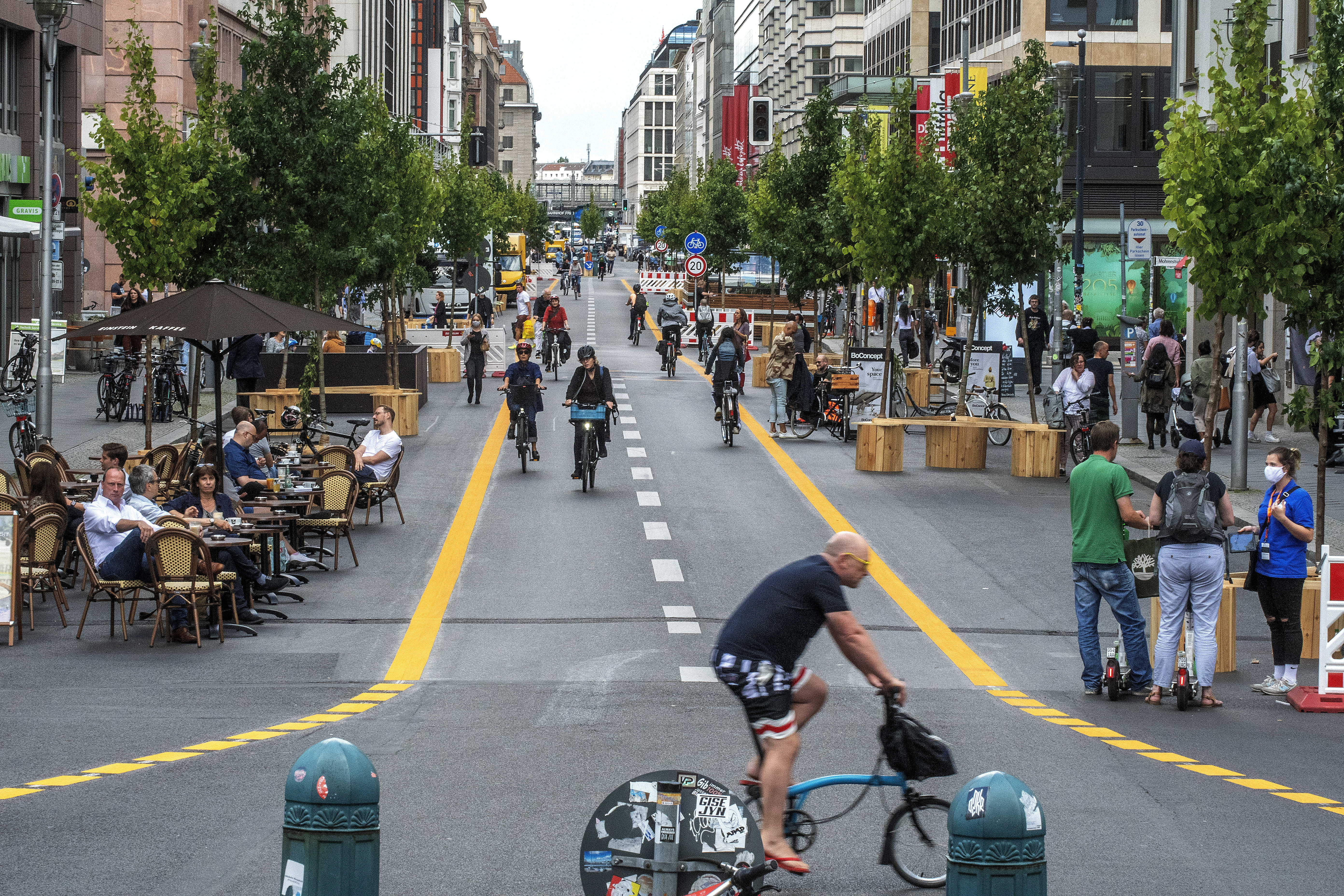
Autofreie Zone in der Berliner Friedrichstraße (2020)

Autofrei bezeichnet den Verzicht auf motorisierten Individualverkehr mit Automobilen, sowohl hinsichtlich räumlich begrenzter Gebiete als auch auf Lebenssituationen bezogen.

## Autofreie Gebiete
Es ist zwischen autofreien Gebieten, die nicht an das Straßennetz angeschlossen sind, und solchen, in denen durch meist zeitlich oder räumlich begrenzte Maßnahmen, aufgrund deren keine Kraftfahrzeuge betrieben werden dürfen, zu unterscheiden.
- Ortschaften, die aufgrund ihrer schwierigen geographischen Lage keinen Anschluss ans Straßennetz haben und in denen kein oder kaum motorisierter Verkehr vorhanden ist, werden als autofrei bezeichnet. Als größtes zusammenhängendes autofreies Gebiet Europas in diesem Sinne gilt die Altstadt Venedigs. Teilweise wird, obwohl ein Straßenanschluss technisch machbar wäre, am bisherigen Zustand festgehalten.
- Verordnete autofreie Gebiete werden durch Gesetze oder örtliche behördliche Bestimmungen geregelt. Ausnahmen können z. B. für Notärzte oder Polizei vorgesehen werden. Die „Autofreiheit“ kann hierbei für einen bestimmten Zeitraum, eine bestimmte Strecke oder auch für ganze Ortschaften gelten. Beispielsweise ist Zermatt, obwohl ans Schweizer Straßennetz angeschlossen, generell autofrei und ohne Ausnahmebewilligung nur mit der Eisenbahn zu erreichen. Ebenso ist das Gebiet der deutschen Gemeinde Insel Hiddensee autofrei. Auf den Ostfriesischen Inseln (mit Ausnahme von Borkum und Norderney) dürfen nur Elektrofahrzeuge fahren. In § 50 der deutschen Straßenverkehrsordnung ist dies für die Insel Helgoland festgeschrieben: „Auf der Insel Helgoland sind der Verkehr mit Kraftfahrzeugen und das Radfahren verboten.“

### Autofreies Wohnen
In einigen europäischen Städten sind autofreie oder teil-autofreie Stadtquartiere realisiert worden, z. B. in Amsterdam, Bremen, Freiburg im Breisgau (Vauban), Hamburg, Münster (Westfalen), Wien. Dort erklären die Anwohner ihren Verzicht auf private Pkw und nutzen stattdessen öffentliche Verkehrsmittel, das Fahrrad oder Carsharing. Daneben gibt es viele kleinere realisierte Projekte, zum Beispiel in Köln-Nippes. Einige davon verweisen auf eine Kostenersparnis durch nicht gebaute Tiefgaragen (z. B. Bremen, Wien). Vereine, die sich z. B. in München um die Einrichtung autofreier Stadtviertel bemühen, verweisen darauf, dass oft die Stellplatzverordnungen der Bundesländer solche Projekte behindern oder verhindern. Das Deutsche Institut für Urbanistik forderte 2024 die Ablösung der Stellplatzbaupflicht durch Regelungen, „die die Erschließung von Gebäuden verkehrsmittelübergreifend regeln“.
Ferner gibt es Bestrebungen verschiedener Gruppierungen, ganze Straßen oder ganze bestehende Stadtviertel autofrei zu machen (Verkehrspolitik). Sie erwarten davon u. a. mehr Verkehrssicherheit für die dort lebenden Kinder. Auch könne und solle damit gezeigt werden, dass ein modernes Leben auch ohne Auto vor der Haustür möglich sei, vorausgesetzt es gibt ein dichtes ÖPNV-Netz oder/und gute Verkehrsnetze für Fahrrad- und Fußgängerverkehr.

### Autofreies Leben
In der Planstadt und Ökostadt Masdar City in Abu Dhabi in den Vereinigten Arabischen Emiraten sollen keine Autos fahren. Die Stadt ist geplant für knapp 50.000 Menschen, die dort arbeiten (Forschung in erneuerbaren Energien) und leben sollen. Grund für diese Entscheidung war nicht nur die CO2-Belastung durch Verbrennungsmotoren, die dem Ziel einer Ökostadt widersprochen hätte (theoretisch hätte dies mit sogenannten emissionsfreien Fahrzeugen gelöst werden können), auch die immer noch wachsenden Autozulassungen und der in der Hauptstadt der Emirate (Abu Dhabi) herrschende Verkehrskollaps haben die Planer schließlich dazu veranlasst, Autos generell zu verbannen.
Als Ersatz für den motorisierten Individualverkehr sollen innerhalb Masdars und zwei weiteren Stadtteilen von Abu Dhabi lokal sogenannte Personal-Rapid-Transit-Netzwerke installiert werden. Hierbei handelt es sich um einen elektrisch motorisierten Individualverkehr, bei dem der Nutzer in einer automatisierten Kabine an sein selbst bestimmtes Ziel gelangt.

## Autofreie Menschen
Weiterhin bezeichnen sich Personen, die bewusst ohne eigenes Auto leben, als autofrei – im Gegensatz zu unfreiwillig (z. B. aus finanziellen Gründen) autolosen Personen. Autofreie Menschen begründen ihre Entscheidung oft mit Nachteilen des Autos für die Gesellschaft, beispielsweise:
- Unfallhäufigkeit: Laut WHO sterben jährlich mehr als 1,2 Millionen Menschen an den Folgen von Verkehrsunfällen, in die Automobile verwickelt sind. In Deutschland sind es laut Statistischem Bundesamt 3377 getötete Menschen (2014), damit verloren durchschnittlich 9 bis 10 Menschen täglich ihr Leben. Die Zahl der Verletzten beläuft sich auf etwa 400.000 allein in Deutschland.
- Schadstoffemission und Toxizität: In Deutschland sterben nach Schätzung des Umweltbundesamtes jährlich mindestens 14.000 Menschen infolge von Diesel-Abgasen. Reifenabrieb ist eine der Hauptquellen von Mikroplastik in der Umwelt.
- Globale Erwärmung: Mit fossiler Energie betriebene Automobile produzieren große Mengen des Treibhausgases CO2.
- Flächenverbrauch: für Straßen, Autobahnen und Parkplätze.
- Baukosten: Tiefgaragen und wohnungsnahe Stellplätze schränken Planungsmöglichkeiten ein und verteuern den Wohnungsbau.
- Lärmemission: Nach Studien des Umweltbundesamtes gibt es einen klaren Zusammenhang zwischen Straßenverkehrslärm und Herz-Kreislauf-Erkrankungen.
- Rohstoffverbrauch: Bei der Herstellung eines Automobils werden beispielsweise mehrere hunderttausend Liter Wasser verbraucht.
- Kriegsgefahr: Wegen des enormen Ölverbrauchs des Autos wird Öl immer knapper und umkämpfter.
- Welthunger: Die meisten Entwicklungsländer geben mehr Devisen für Öl und Autos aus als für alle anderen lebenswichtigen Importe. Weiterhin wird bereits damit begonnen, landwirtschaftliche Flächen zur Erzeugung von Autotreibstoffen wie Methanol und Biodiesel zu verwenden, während die Menschen noch zu Tausenden verhungern – z. B. in Brasilien. (Siehe dazu auch unter Nachwachsender Rohstoff.)
- Isolation: Insbesondere Pendler mit Auto führen oft während der Woche außerhalb ihrer Arbeitsstätte ein isoliertes Leben. In den USA nehmen Berufstätige, Studenten und Schüler bereits 25 % ihres täglichen Lebensmittelbedarfs im Auto zu sich. In vielen Familien gibt es kein gemeinsames Frühstück im Haus mehr.
- Lebensqualität: Das Leben ohne Auto führt zu mehr Bewegung und fördert Sozialkontakte.
- Urbane Qualität: Der öffentliche Raum kann von allen genutzt werden. Auch Kinder gewinnen, weil sie mehr Wege selbständig zurücklegen können.

## Befristete Autofrei-Aktionen
Autofreie Tage gab es 1973 im Zusammenhang mit der damaligen Ölpreiskrise. Seit den 1980er Jahren gibt es sie in landschaftlich reizvollen Flusstälern wie dem Rheintal zwischen Bingen und Koblenz (Tal toTal 1992–2019) und dem Moseltal (Happy Mosel 1992–2017), seit den 2010er Jahren in einigen Innenstädten wie Edinburgh und Paris. Begründet werden sie damit, dass man an solchen Tagen Landschaften und Innenstädte ohne Verkehrslärm und ohne Abgase erleben kann.

## Alternativen zum Auto
- stärkere Förderung des Öffentlichen Verkehrs
- vermehrtes Radfahren für Strecken bis zu 20 km
- vermehrtes Inlineskaten und Zufußgehen für Strecken bis zu 2 km und mehr

Individuell werden auch deutlich längere als die angegebenen Streckenlängen insbesondere als Erledigungsketten mit Muskelkraft zurückgelegt.

### Partieller Autoverzicht
Seit einigen Jahren praktizieren nicht wenige Menschen einen partiellen Autoverzicht:
- Bei Mitfahrgelegenheiten und Fahrgemeinschaften wird der PKW eines Besitzers gleichsam zum öffentlichen Verkehrsmittel für weitere Menschen mit oder ohne eigenes Auto. Die bessere Ausnutzung auf den Fahrten verbessert die Umweltbilanz des PKW-Verkehrs.
- Carsharing ist eine Option für Menschen, die nur einen geringen Teil ihrer Mobilität mit dem PKW bewältigen möchten, etwa zu Strecken und Zeiten mit schlechter ÖPNV-Bedienung oder eben Transporte größerer Gegenstände.

## Effekte des Autoverzichts
Im Zuge der Vorbereitung des autofreien Tages 2004 wurde angemerkt, dass im Durchschnitt für jede Person, die pro Familie ganzjährig auf den Autogebrauch verzichtet, der CO2-Ausstoß um 490 Kilogramm pro PKW sinkt. Ein ähnlicher Wert dürfte auch dann gelten, wenn sich etwa in Gruppen von Carsharing einzelne zum „motorisierten Ausstieg“ entscheiden – falls die verbleibenden Personen den Gebrauch dieses PKW (wegen ja ohnehin sinkender Auslastung) nicht vermehrt nutzen.
Neben der Reduzierung des Treibhausgases Kohlendioxid sind eine Reihe anderer positiver Effekte – auch schon an einem einzelnen Tag wie dem 22. September – zu verzeichnen. Einige davon sind:
- Verringerung anderer Schadstoffe
- Verringerung von Lärm
- positiver Einfluss auf Gesundheit der Anwohner
- Erhöhung des Freizeitwertes
- Förderung des Umweltgedankens

Probleme und andere Auswirkungen:
- Sperrige oder schwere Güter lassen sich nur ausnahmsweise ohne Motorfahrzeug transportieren. So müssen Haushalte ohne eigenen PKW derartige Transporte schon bei weniger großen Gegenständen speziell organisieren als Haushalte mit PKW.
- Angeradelte Kunden geben zwar pro Einkauf im Durchschnitt weniger aus als mit dem PKW gekommene, aber dafür fahren sie häufiger einkaufen.[10]
- In vielen Fällen erhöhter Zeitaufwand für die Fortbewegung. Andererseits kann die Fahrzeit in öffentlichen Verkehrsmitteln oft für andere Aktivitäten genutzt werden und fördert Mobilität per Fahrrad als regelmäßiges körperliches Training die eigene Gesundheit.
- Steigt ein größerer Anteil der Bevölkerung vom Auto auf andere Verkehrsmittel um, so kann es eine Verlagerung von Handel und Gastronomie von leicht mit dem Auto erreichbaren zu leicht zu Fuß, per Rad oder mit öffentlichen Verkehrsmitteln erreichbaren Standorten geben. Raumplaner hoffen auf eine Umkehr des bisherigen Verlagerungstrends „auf die grüne Wiese“.
- Nicht wenige Menschen mit körperlichen Gebrechen sind so sehr auf Autos zur Fortbewegung angewiesen, dass sie entweder weiterhin entsprechende Dienstleistungen in Anspruch nehmen müssen, oder auf einen eigenen PKW nicht verzichten können.

## Nationales

### Deutschland
Autofrei sind in Deutschland einige Nordsee-Inseln (Helgoland, Baltrum, Langeoog, Juist, Spiekeroog und Wangerooge jeweils komplett, Borkum und Norderney teilweise), eine Ostseeinsel (Hiddensee), die Insel Mainau im Bodensee und die Herreninsel im Chiemsee. Große Fußgängerzonen oder autofreie Zonen haben viele Städte, unter anderem Heidelberg und Potsdam.
Viele Bewohner des ländlichen Raums in Deutschland verweisen auf schlecht ausgebaute öffentliche Verkehrsmittel, um zu begründen, dass ein Autoverzicht im Alltag nicht praktikabel sei. Allerdings gibt es Gegenbeispiele.
Der Politikwissenschaftler Winfried Wolf legte 1993 ein Konzept für ein autofreies Marburg vor. 2019 wurde die Initiative Volksentscheid Berlin autofrei gegründet, um mittels eines Volksentscheids den privaten Autoverkehr in der Berliner Innenstadt zu reduzieren. 2021 legte die Initiative ein Volksbegehren mit Gesetzesentwurf vor. Der Berliner Senat ließ den Entwurf vom Berliner Verfassungsgerichtshof prüfen. Am 25. Juni 2025 verkündete der Berliner Verfassungsgerichtshof, dass der Gesetzesentwurf zulässig ist.

### Schweiz

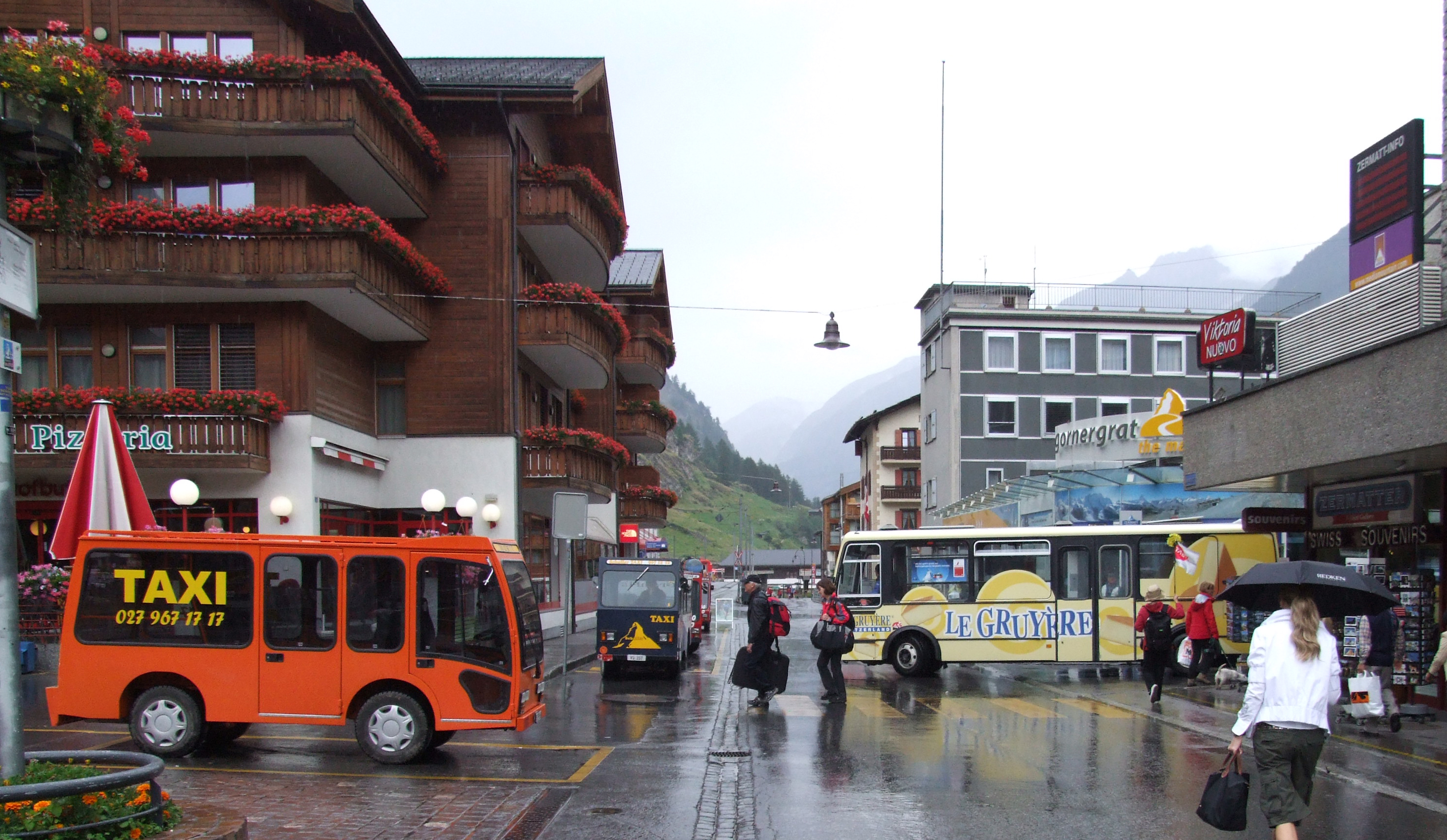
Elektrotaxis und Elektrobus in Zermatt

Einige Orte im Schweizer Berggebiet waren durch ihre schwierige geographische Lage aufgrund technischer und finanzieller Hindernisse lange nicht mit einer Straße erschlossen; als die Möglichkeit beziehungsweise die Mittel dazu geboten waren, entschloss man sich jedoch in mehreren Orten (auch aus touristischen Gründen), weiterhin darauf zu verzichten.
Im ganzen Kanton Graubünden wurden Autos im Jahr 1900 generell verboten (Bündner Autoverbot). Erst ab Mitte 1925 – nach 10 Volksabstimmungen – wurden die Fahrzeuge auf den wichtigsten Strecken zugelassen.
Zu den nur per Eisenbahn oder Seilbahn erreichbaren Orten gehören in der Schweiz Bettmeralp, Braunwald, Gimmelwald, Gspon, Landarenca, Mürren, Niederrickenbach, Rasa, Riederalp, Schatzalp, Stoos, Wengen und Zermatt. Für mit dem Auto anreisende Gäste stehen bei diesen Orten an der jeweils letzten mit dem Auto erreichbaren Bahnstation bzw. der Talstation Parkplätze bzw. -häuser zur Verfügung, beispielsweise für Mürren und Wengen in Lauterbrunnen, für Zermatt in Täsch. Quinten in der Gemeinde Quarten am Walensee wiederum ist nur zu Fuß oder mit dem Schiff erreichbar.
Diese Orte sind jedoch nicht völlig autofrei, denn verboten sind z. B. in Zermatt nur Autos mit Verbrennungsmotor. Teilweise verkehren in nicht mit dem Auto erreichbaren Orten innerorts auch Dienstleistungs- oder Baufahrzeuge mit Verbrennungsmotor. In Zermatt sind nur Elektroautos zugelassen, die aber mit Rücksicht auf die vielen Fußgänger und die Verkehrssicherheit nur maximal 20 km/h schnell fahren dürfen. Von diesen mit Ausnahme der Elektrobusse kleinen und schmalen Elektroautos sind aber viele unterwegs – als Transportfahrzeuge der Handwerker, als Lieferfahrzeuge der Supermärkte, Geschäfte, Gaststätten und Hotels sowie um als Taxis oder Hotelzubringer Gäste und deren Gepäck vom Bahnhof abzuholen. Da in der Schweiz 55,2 % des Stroms mit Wasserkraft und 40 % mit Kernkraftwerken produziert werden (Stand 2007), sind diese Elektroautos zwar nicht nur vor Ort nahezu emissionsfrei, durch die Nutzung der Kernenergie entsteht jedoch radioaktiver Abfall. Je nach Einsatzprofil besitzen die Betreiber je Fahrzeug zwei oder drei Batterien zum Wechseln.
Eingeschränkt autofrei ist Saas-Fee, das zwar bis zum Dorfeingang über eine Straße erreichbar ist, aber im Dorf selbst mit Ausnahme von Arzt, Feuerwehr, Müllabfuhr etc. nur Elektroautos erlaubt.
In der Schweiz kam es bereits zu zwei Volksabstimmungen betreffend regelmäßige autofreie Sonntage:
- 28. Mai 1978 – Eidgenössische Volksinitiative „für 12 motorfahrzeugfreie Sonntage pro Jahr“[19]

- 18. Mai 2003 – Volksinitiative „für einen autofreien Sonntag pro Jahreszeit – ein Versuch für vier Jahre (Sonntags-Initiative)“[20]

Beide Volksinitiativen wurden vom Schweizer Volk abgelehnt, 1978 mit 63,7 % Nein-Stimmen und 2003 mit 62,4 % Nein-Stimmen.

### Frankreich
In Paris sind (Stand: März 2025) etwa 220 der mehr als 6.000 Pariser Straßen autofrei. Im März 2025 stimmte – bei sehr geringer Wahlbeteiligung (4 %) – eine Mehrheit der Pariser Wähler dafür, weitere 500 Straßen der Stadt für Autos zu sperren und zu begrünen. Es handelt sich um etwa 25 Straßen pro Stadtviertel; die Wahlentscheidung ist nicht bindend.

## Verwandte Themen
- Wochenendfahrverbot, in manchen Ländern für Lkw
- Umweltverbund: ÖPNV, Radfahren und Laufen (Gehen) als Alternative zum Auto
- Sanfte Mobilität
- Verkehrswende